# Nicholas Rodger

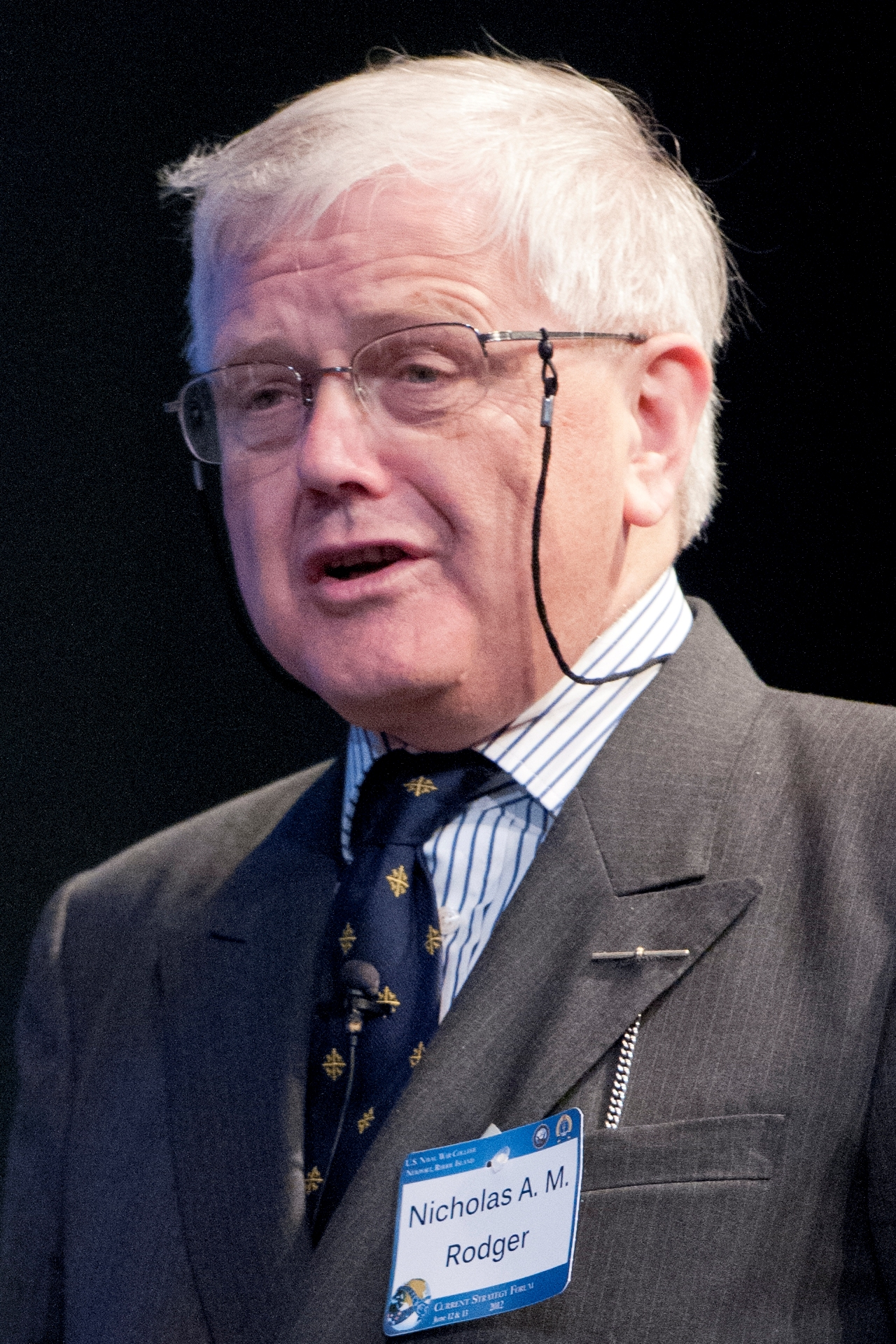
Nicholas Rodger

Nicholas Andrew Martin Rodger, meist N. A. M. Rodger zitiert, (* 12. November 1949) ist ein britischer Marinehistoriker.
Rodger ist der Sohn eines Marineoffiziers und studierte an der Universität Oxford (University College), an der er 1974 promoviert wurde (Naval policy and cruiser design, 1865-1890). 1974 bis 1991 war er Archivar (Assistant Keeper) am Public Record Office. 1991 bis 1999 war er Anderson Research Fellow am National Maritime Museum in Greenwich (London) und schrieb in dieser Zeit, auch unterstützt von der Navy Records Society und der Society for Nautical Research, eine zweibändige britische Marinegeschichte. Ab 1999 war er Lecturer und später Professor für Marinegeschichte an der University of Exeter. Ab 2008 war er Senior Research Fellow des All Souls College in Oxford. 2010 hielt er die Lees Knowles Lecture an der University of Cambridge.
1984 erhielt er den Julian Corbett Prize in Naval History, für Stragglers and Deserters from the Royal Navy during the Seven Years War. 2003 wurde er Fellow der British Academy (2005), und er ist Fellow der Royal Historical Society und der Society of Antiquaries of London. 2005 erhielt er die Duke of Westminster’s Medal for Military Literature.
1976 bis 1990 war er Honorary Secretary der Navy Records Society und war einer der Herausgeber von deren zum hundertjährigen Bestehen erschienenen Festschrift.
Von ihm stammt eine auf drei Bände angelegte Geschichte der Royal Navy.

## Schriften
- The Admiralty, Lavenham: T. Dalton 1979
- Articles of War : the Statutes which Governed Our Fighting Navies, 1661, 1749, and 1886, Homewell, Havant, Hampshire : K. Mason 1982
- Herausgeber The Naval Miscellany, Band 5, Navy Records Society 1983
- The Wooden World: an Anatomy of the Georgian Navy, Annapolis: Naval Institute Press 1986
- Naval Records for Genealogists, HMSO 1984, 1988, 1998
- The Armada in the Public Records, Her Majesty’s Stationery Office (HMSO), London 1988
- Herausgeber mit G. J. A. Raven, M. C. J. van Drunen: Navies and Armies: the Anglo-Dutch relationship in War and Peace 1688-1988, Edinburgh, J. Donald Pub. 1990
- The Insatiable Earl: a Life of John Montagu, Fourth Earl of Sandwich, 1718-1792, Harper Collins 1993
- Herausgeber mit John Hattendorf, R. J. B. Knight, A. W. H. Pearsall, Geoffrey Till, (Captain) A. B. Sainsbury: British Naval Documents 1204-1960, Navy Records Society, 1993
- Herausgeber Naval Power in the Twentieth Century, Annapolis: Naval Institute Press 1996
- The Safeguard of the Sea: a Naval History of Britain, Volume 1, 660-1649, Norton 1997
- The Command of the Ocean : a Naval History of Britain, Volume 2, 1649-1815, Norton 2004
- Herausgeber mit Randolph Cock: A Guide to the Naval Records in the National Archives of the UK, London, National Archives 2006
- Essays in Naval History, from Medieval to Modern, Ashgate 2009
- The Price of Victory: a Naval History of Britain, Volume 3, 1814 – 1945, Allen Lane 2024